# Toyotomi Hideyori
Toyotomi Hideyori (豊臣 秀頼, 1593 - 5 de junho de 1615) foi o filho e sucessor do general Toyotomi Hideyoshi. A sua mãe, Lady Yodo era sobrinha de Oda Nobunaga.

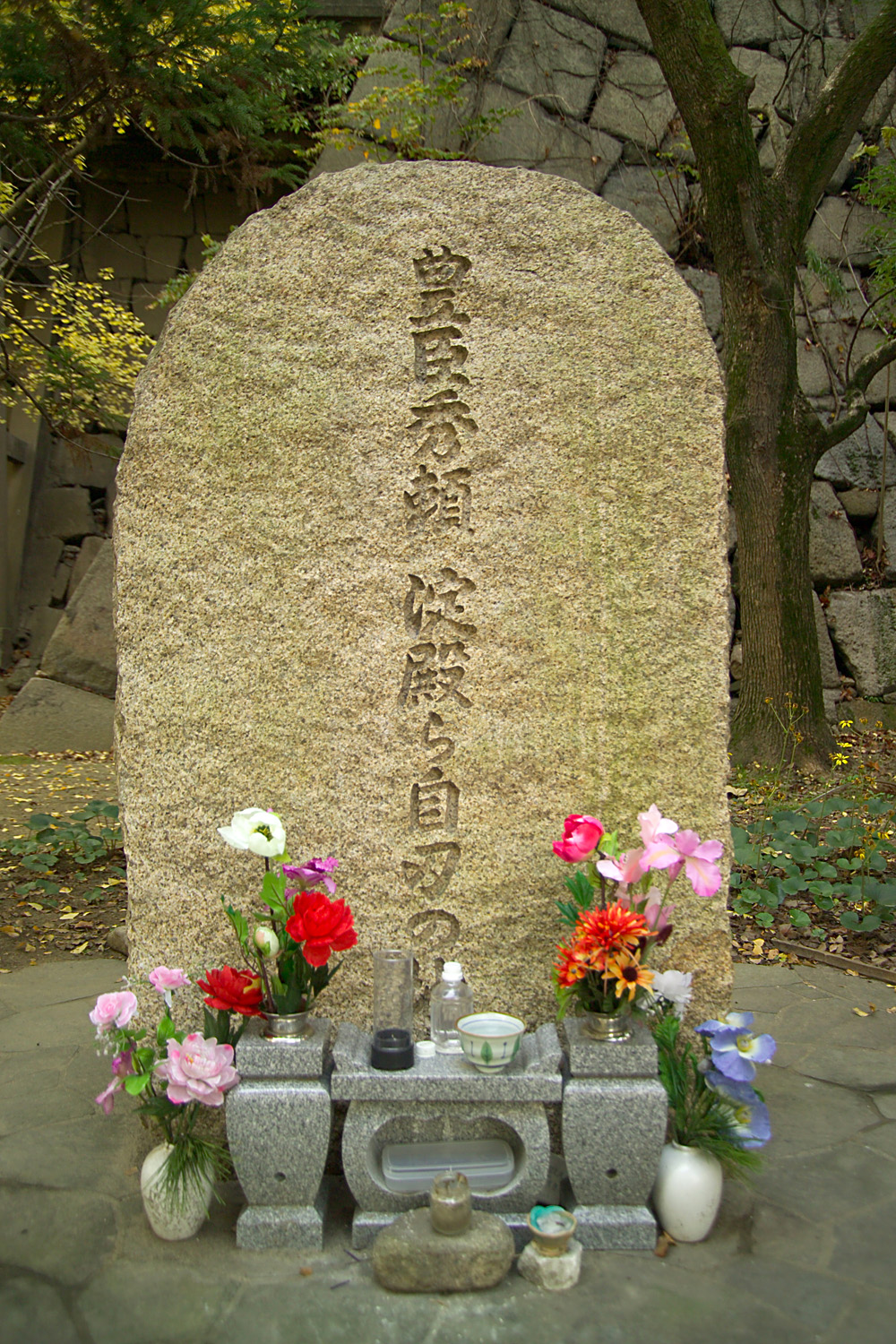
Localização do lugar onde se suicidaram Hideyori e a Lady Yodo no Castelo de Osaka.

Com a morte de Hideyoshi em 1598, os membros do Conselho dos Cinco Regentes que haviam designado que este havia designado para governar no lugar de Hideyori começaram a disputar entre si pelo poder. Tokugawa Ieyasu assumiu o poder em 1600, após a sua vitória na batalha de Sekigahara. Hideyori casou-se com a neta de Ieyasu, Senhime, que tinha apenas sete anos de idade, assegurando assim a sua lealdade ao clã Tokugawa, contudo Ieyasu foi forçado a assinar um tratado em que aceitou desmantelar as defesas do castelo de Osaka.
Em abril de 1615, Ieyasu recebeu a notícia que Hideyori havia reunido tropas e que tentavam impedir que se tapasse o fosso do castelo, então este ordenou às suas tropas que atacassem as forças do shogun perto de Osaka. Em 5 de junho de 1615, quando perdia a batalha, as forças de Hideyori enfraqueceram e fugiram, contudo foram perseguidas e obrigadas a regressar até ao castelo. Incapaz de lidar com o exército invasor, Hideyori cometeu seppuku. Esta foi a grande revolta contra o clã Tokugawa até aos próximos 250 anos que o shogunato governou. O filho de Hideyori, Kunimatsu, de 8 anos, foi capturado e decapitado, a sua filha foi enviada para Tōkei-ji, um convento de Kamakura, onde se tornou abadessa.